# Кадировина
Кадировина је насељено мјесто у Босни и Херцеговини у општини Бугојно које административно припада Федерацији Босне и Херцеговине. Према попису становништва из 1991. у насељу је живјело 33 становника.

## Становништво
| Националност       | 1991. | 1981. | 1971. | 1961. |
| Срби               | 33    | 62    | 74    | 69    |
| остали и непознато |       |       |       |       |
| Укупно             | 33    | 62    | 74    | 69    |

| Демографија | Демографија | Демографија |
| Година      | Становника  | Становника  |
| ----------- | ----------- | ----------- |
| 1961.       | 69          |             |
| 1971.       | 74          |             |
| 1981.       | 62          |             |
| 1991.       | 33          |             |